# 国鉄キハ08系気動車
国鉄キハ08系気動車（こくてつキハ08けいきどうしゃ）とは、日本国有鉄道（国鉄）が1960年（昭和35年）から鋼体化客車の改造により製作した気動車である。1963年（昭和38年）までに計14両が改造されたが、結局、試作車・異端車の域を出ることなく、1971年（昭和46年）までに全車が廃車された。

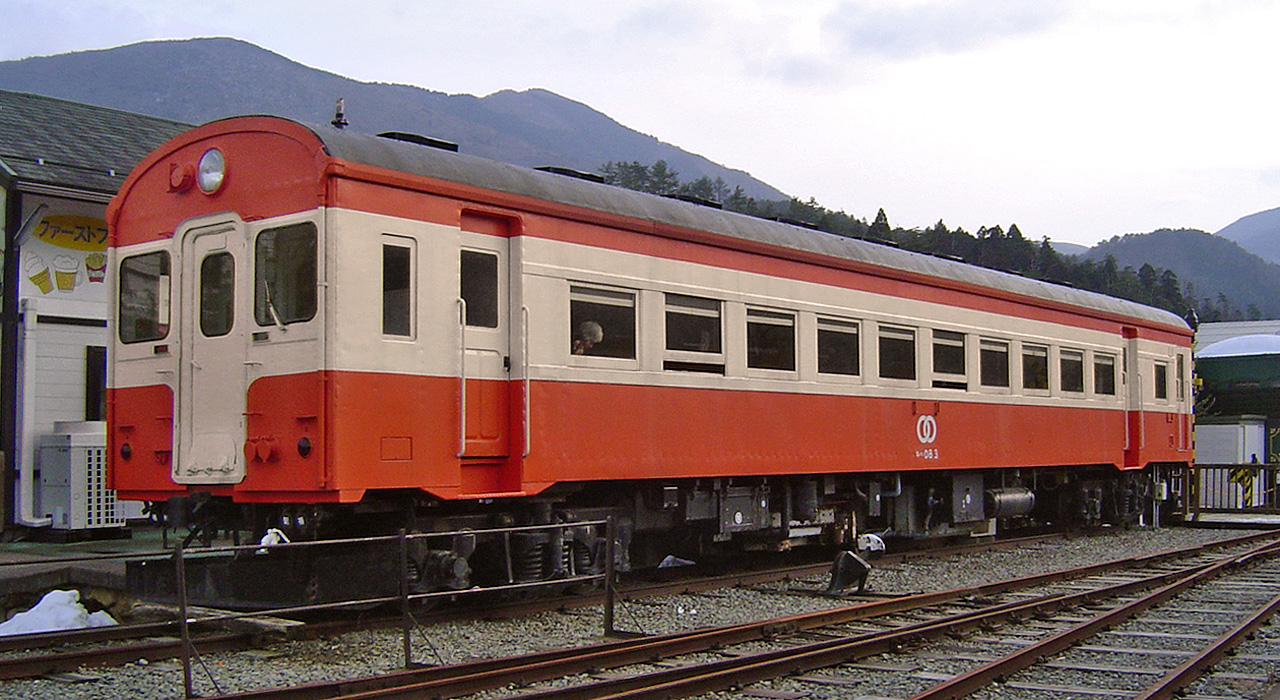
キハ083（加悦SL広場に保存）

なお、この呼称は、国鉄車両称号規程に規定された制式の系列呼称ではないが、同一の構想により改造製作された気動車の形式を便宜的に総称したものである。具体的には、キハ40形（初代）・キハ45形（初代）・キクハ45形・キサハ45形の4形式が該当する。1966年（昭和41年）にはキハ40形・キハ45形が、新造される近郊形気動車の国鉄キハ45系気動車に形式名を譲るためそれぞれ、キハ40をキハ08形へ、キハ45は元国鉄キハ44000形気動車が、1957年10月から1958年3月にかけて液体式郵便荷物合造三等気動車キハユニ15形へ改造された事で、キハ09形（2代）として形式名を拾う形で、改められている。

## 登場の経緯
1953年（昭和28年）に登場したキハ45000系（キハ10系）気動車に始まる国鉄液体式気動車は、昭和30年代、非電化線区の動力近代化の旗手としてその勢力を拡大していったが、その需要は供給を上回り、現場や沿線地域の要望に気動車の新製が追いつかない状態となっていた。
やむを得ず、一部では気動車の編成に在来からの客車を増結する事例が発生した。だがこれは、編成組成・折返し時の液体式総括制御の利点を損ねるばかりか車掌のドア扱い業務にも支障し、合理化に逆行するものであった。また勾配区間における無動力の客車増結は、当時の気動車の性能的限界から登坂困難で、貨物列車用に配置していた蒸気機関車を登坂用の補機として連結せざるを得なくなり、無煙化の妨げとなった。
そこで考えられたのが、気動車の増備に伴い、余剰車の発生が予想されていた客車にディーゼルエンジンを搭載し、気動車化する構想であった。発案したのは、当時、国鉄工作局長から転じて国鉄北海道支社長を務めていた技術者畑の細川泉一郎（D52形蒸気機関車などの主任設計者）であった。北海道では需要に対する気動車不足が顕著で、細川は迅速な打開策を求めていたのである。
改造手法としては、客車に直接エンジンを搭載する計画のほか、無動力のまま運転台を取り付け、2エンジンの気動車と連結する付随車増備計画が立案された。
種車となる客車については、気動車に比肩しうる接客設備の面からスハ42形等も検討されたが、当時まだ急行列車での需要があり、転用の余裕がないこと、さらに台枠構造の関係で改造費が嵩むなどの理由から諦められた。最終的に種車として選ばれたのは、ローカル線用の木造車鋼体化客車60系であった。
エンジンも、当初はバス・トラック用エンジンの搭載が検討されたが、結局、国鉄標準のDMH17形ディーゼルエンジン (180 PS / 1,500 rpm) を1基搭載し、液体式変速機を組み合わせて総括制御が可能な構造とした。縦形エンジンを搭載した場合、床にエンジンのシリンダーヘッド部分の点検口を設ける改造が発生し、台枠改造などのコスト増となる。それを避けるため、床下側面から点検ができる水平シリンダー式のDMH17H形が選ばれた。
DMH17Hの採用の背景には、客車改造気動車が新製気動車増備までの「つなぎ」として将来の早期廃車が見込まれており、その際には発生品のエンジンを特急形や急行形に搭載されている同型エンジンの予備に転用する考えがあったことも一因であったとされる。

## 形式各説

### キハ40形・キハ45形

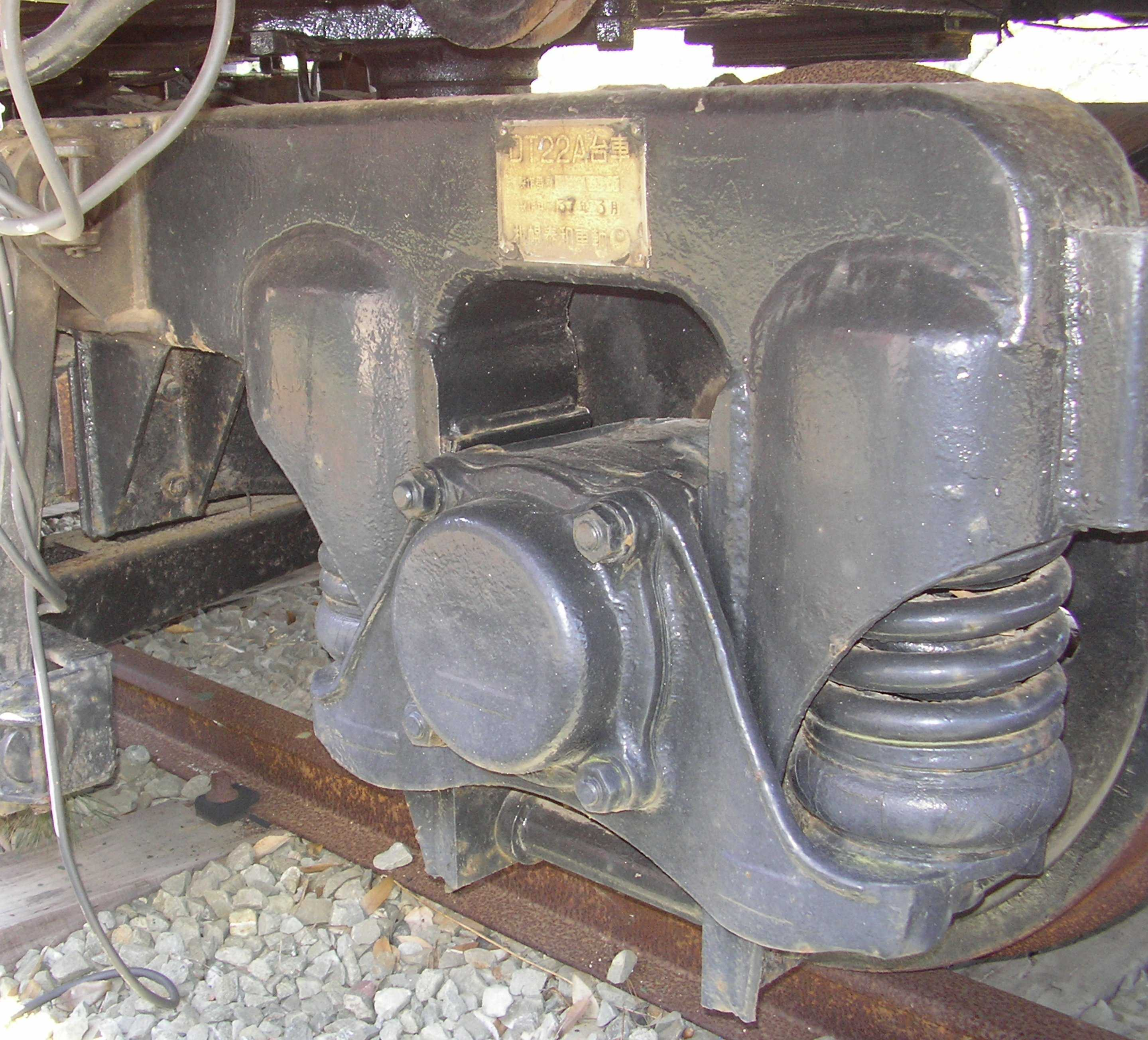
キハ083のDT22A台車で、昭和37年3月泰和車輌製の銘板が付く。地方小メーカーでは珍しい作例

キハ40形はオハ62形を改造した両運転台車で、1960年（昭和35年）に1両、1962年（昭和37年）に2両の計3両が製造された。同じくキハ45形はオハフ62形を改造した片運転台車で、1960年に2両、1962年に3両の計5両が製造された。両形式全車とも北海道の苗穂工場で改造され、苗穂機関区・釧路機関区に配置された。
キハ45形はもとの車掌室を運転台に改造し、キハ40形は出入り台（デッキ）を車体内側に移設して前後に運転台を新設した。両運転台のキハ40がオハフではなく、オハが種車となった理由は、両方の運転台を新調する必要があったからと推測される。
妻面には、他の一般形気動車に準じて窓や貫通扉が設けられたが、車体断面は屋根の深い客車時代のままで、前照灯も幕板に埋め込まれるなど、同時期の一般的な気動車とは一線を画す表情をしている。乗務員室扉も車掌側にのみ設置され、運転士側は小窓が設けられただけで、扉は設置されなかった。
台車も、動力台車は気動車用のDT22Aを新製し、付随台車は1960年改造のキハ40 1とキハ45 1・2は同じ客車用ながらTR11からTR23に変更、1962年改造のキハ40 2, 3とキハ45 3 - 5は、気動車用のTR51Aを新製している。この時のDT22A・TR51Aは、通例のような大手車両メーカー・台車メーカーではなく、苗穂工場の地元札幌市に所在し、札幌市電の路面電車や道内の簡易軌道の車両製作・改造を手がけていた泰和車輌が製作・納入した。背景には地方産業育成の意図があったと思われるが、国鉄では珍しい事例である。台車構造やブレーキ装置の取り回しの問題から、心皿高さが客車時代に比べ70 mm持ち上がっている。ブレーキ装置は客車用のものから気動車用のDA1系に変更されたが、一般の気動車より車重が重いため、テコ比を変更してブレーキの利きを強めてあった。
キハ40 1は先行試作的要素が強く、運転台前面窓はキハ10系用の小形のもの、運転士横の小窓は乗務員室扉用の幅の狭い落とし窓、正面窓下部には補強用の帯板であるリブが残るなど、他車とは異なる特徴を持つ。また、キハ45 1、2は、前面窓はキハ20系なみに拡大されたが、運転室脇の窓はオハフ62形時代の窓を引き違いにしたのみであった。
エンジンは前述の通りDMH17Hを搭載するが、気動車を新製する代わりに客車を改造して気動車に転用するという目的上、大掛かりな客車構体の改修が必要となるエンジン排気管を車体上面に出す設計は採用できず、やむなく戦前形気動車と同様に、車体の下に排気口を出す構造とされた。また暖房装置は客車式の蒸気暖房から、キハ22形と同様のエンジン冷却水を熱源とする温水暖房に変更された。
当時の北海道では気動車が慢性的に不足しており、これらの客車改造車は輸送力増強の手段として期待された。
しかし、さほど軽量ではない客車にエンジンを搭載したことで車体重量は嵩み、走行性能は良くなかった。また座席背もたれを板張りからモケット張りに改造されている車両もあったが、種車の仕様を継承した座席間隔は狭く、内装も客車時代の内装をペンキで塗り潰したかニス塗りのままの半鋼製で、新造された気動車に比して見劣りした。
もとより軽量化よりも機関車牽引を想定した引張・圧縮強度を確保した客車の鋼体は、必ずしも気動車に向くものとはいえず、実際キハ22形等と比べ6 t程度もの重量増となったため、加速・登坂・制動性能などへの影響は避けられなかった。
実際の運用にも制約を受け、多くの場合はキハ21形やキハ22形など、より軽量で性能に余裕のある一般型気動車と併結運用することで非力さを補うことが多かった。苗穂配置車は、定山渓鉄道線（1969年廃止、現社名・じょうてつ）の東札幌 - 札幌間の乗り入れ列車との併結運用など、限られた運用に充てられていた。釧路配置車はその非力さ故に、急峻な狩勝峠越えでは9600形蒸気機関車を補機として連結する必要があったという。このため急勾配でない帯広以東、主として根室方面（現・花咲線）での運用に充てられていた。
このように問題が多い車両でありながら、改造コストは1両1,200万円（当時）に及び、1エンジン気動車の完全新造費用が1両2,000万円（当時）であったのに比して割高に過ぎた。結果としては扱いにくい失敗作と言わざるを得ない状況で、大量増備には至らず、いずれも1971年（昭和46年）までに除籍（廃車）された。
キハ08 1は苗穂工場に隣接する北海道鉄道学園（現・JR北海道社員研修センター）に教材として残されたが、札幌 - 苗穂間を走る列車からも見える位置に置かれていたため、ファンにはよく知られた存在であった。教材としての必要から、縦形機関の気動車と同様、通路の床にエンジン点検口があけられた。1980年（昭和55年）頃まで同所に残されていたが、後に解体された。

### キクハ45形
機関2台搭載形の気動車と連結して使用するため、オハフ61形から改造された機関を持たない片運転台形の制御車である。旧車掌室を運転室に改造し、キハ45形（初代）同様な切妻形前頭としているほか、暖房熱源となるエンジンがないため、三國商工製のヴェバスト式（軽油燃焼式）温風暖房装置が追設されている。台車はTR11のままとされた。
1961年（昭和36年）に小倉工場で1両、1962年に多度津工場において2両が改造され、それぞれ山形機関区および徳島気動車区に配置された。徳島配置の2両はその後高松機関区に転属し、キハ18形、キハ55形と編成され限定運用を組んだが、運用上扱いにくく、1966年（昭和41年）に全廃された。徳島に配置された2両（2・3）は、キハ45形より後の製造にもかかわらず、前面窓がキハ40 1と同じ10系気動車サイズであったほか、配置後しばらくしてから客用扉が外吊り式引戸に改造されており、異彩を放っていた。

### キサハ45形
1963年（昭和38年）にオハ62形から改造された、機関も運転台も持たない付随車である。北海道の五稜郭車両所で改造されたが、制御回路（引き通し線）の追加と床下へのヴェバスト式暖房装置の追設、妻面への尾灯の取り付け程度で、車体構造は基本的にそのままで、台車もTR11のままであった。改造落成後は、室蘭機関区と苗穂機関区に配置されたが、運用上扱いにくく、わずか3年後の1966年（昭和41年）に全廃された。

## 譲渡車

### 加悦鉄道

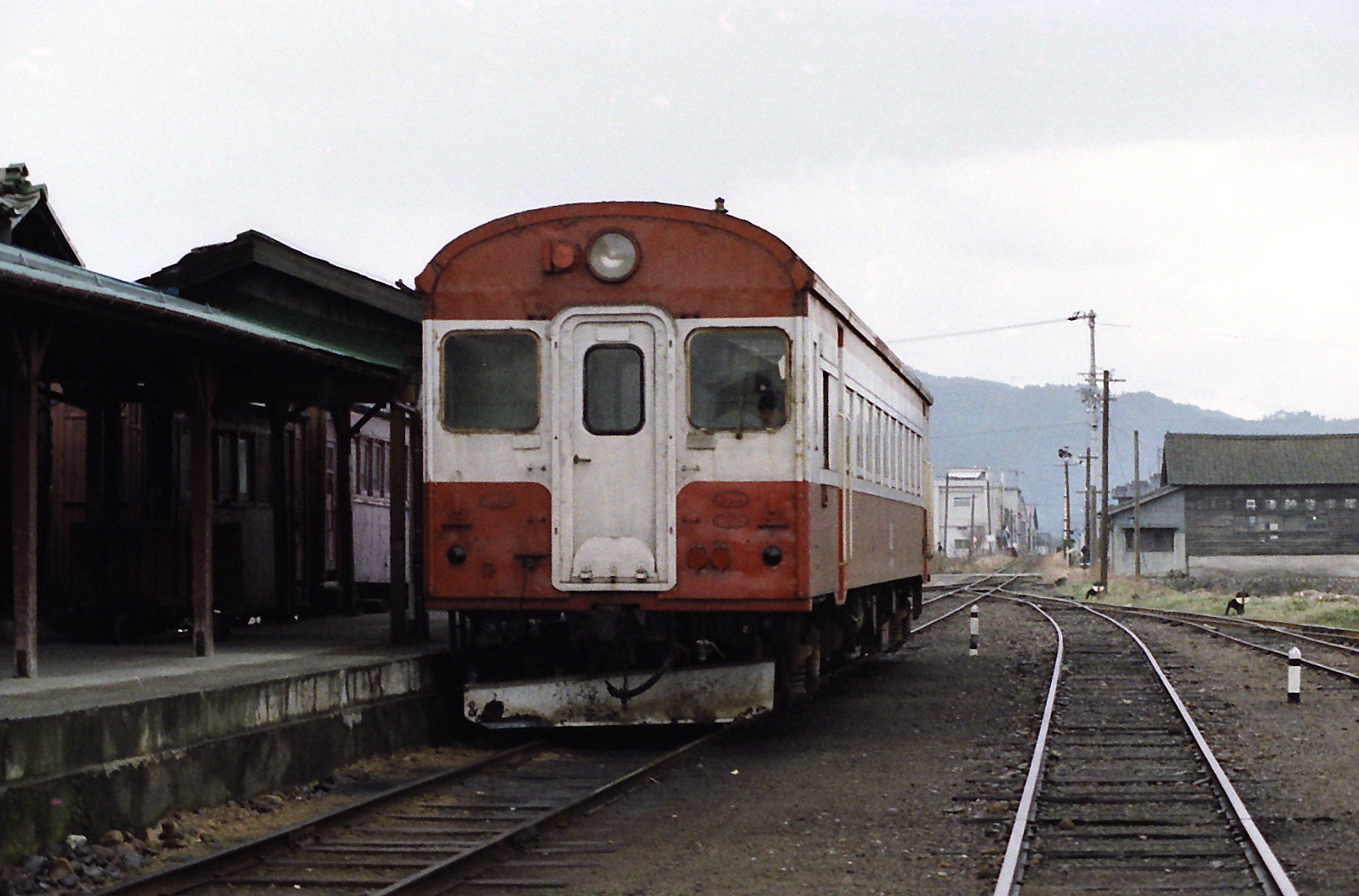
加悦鉄道キハ08形（加悦駅、1979年）

キハ08 3は京都府の加悦鉄道に譲渡され、便所と洗面所の撤去と荷物郵便室化等の改造を施工された上で1974年（昭和49年）から使用された。
加悦鉄道は1985年（昭和60年）に廃止されたが、キハ08 3はその後も解体されずに保管され、京都府与謝郡与謝野町の「加悦SL広場」において静態保存されていた。しかし加悦SL広場の閉園後に次の保存先が見つからず2023年現在、同広場に放置されている。なおキハ08 3は本系列で唯一の現存例である。

## 客車改造気動車の系譜
上記の鋼体化客車の気動車化改造車は、結局試作車の域を出ることなく短命に終わったが、その後、国鉄分割民営化後のJR各社において、軽量構造でかつ車齢の低い50系客車の余剰が発生した際、再度、客車改造による気動車化が試みられた。
1987年（昭和62年）に西日本旅客鉄道（JR西日本）において余剰のオハ50形客車を改造したキハ33形が、1989年（平成元年）からは北海道旅客鉄道（JR北海道）においてオハフ51形客車を改造したキハ141系が投入される。ほかにエンジンを搭載していない気動車としてJR西日本が1989年（平成元年）にスハフ12形客車を改造したキサロ59形（ジョイフルトレイン「セイシェル」の中間車）、1992年（平成4年）にオハ12形・スハフ12形客車を改造したキサハ34形を落成させている。
キハ33形はワンマン運用を想定し、車端にドアが配されるオハ50形を種車に選んだため客用扉の移設など改造の手間がかかったうえ、車体重量もキハ08系よりは軽量であるが、NDCであるキハ120形と比較すると重量があるなどの中途半端な性格から、改造は試作的要素の強い2両のみに終わった。しかし、同形式は2010年（平成22年）に全車廃車されるまで22年間に渡り運用され、一定の成功を見た。一方で、キサハ34形については氷見・城端線のラッシュ輸送における応急的な増結用として運用目的を絞った形式であったことから、改造が施されたのは4両のみで、わずか4年後の1996年（平成8年）に全車廃車となった。キサロ59形は他の「セイシェル」の気動車2両とともに2005年（平成17年）に廃車となっている。
キハ141系においては、車掌室が車端部にあり客車構体については必要最小限の改造で済むオハフ51形を種車としたことで、投入線区となる札沼線に対する最適設計を施され、同系のキハ141形、キハ142形、改良形のキハ143形、付随車のキサハ144形をあわせて44両の一大改造車グループを形成した。結果同系列は2012年（平成24年）の札沼線電化までおよそ23年間にわたって同線の主力車両として運用され、その後も2023年（令和5年）まで室蘭本線などで定期運用が継続されるなど、客車改造気動車では最も成功した例となった。